# Paulo Wanchope
Paulo César Wanchope Watson, född 31 juli 1976, är en costaricansk före detta fotbollsspelare.
Med 45 mål på 73 landskamper är Wanchope näst meste målskytt för Costa Ricas landslag, endast överträffad av Rolando Fonseca. Wanchope gjorde mål mot Brasilien i VM 2002 i en 2–5-förlust. Fyra år senare gjorde han båda Costa Ricas mål i VM 2006, i turneringens öppningsmatch mot värdnationen Tyskland. Tyskland vann dock med 4–2.

## Personligt
Paulo Wanchope är son till Vicente Wanchope som även han spelade landslagsfotboll för Costa Rica. Farbrodern Carlos Watson var även han professionell fotbollsspelare och Paulos bröder Javier och Carlos har även de spelat för Costa Ricas landslag.